# Zeven
Zeven er en administrationsby i Samtgemeinde Zeven med knap 13.600 indbyggere (2013). Den ligger i den centrale del af Landkreis Rotenburg (Wümme), i den nordlige del af den tyske delstat Niedersachsen.

## Geografi
Kommunen ligger midt i trekanten mellem byerne Bremerhaven, Bremen og Hamburg. Zeven ligger i landskabet Zevener Geest og gennemløbes af floden Mehde-Aue, der munder ud i Oste omkring to km nord for byen. I Zeven ligger ud over hovedbyen også landsbyerne Aspe, Badenstedt, Bademühlen, Brauel, Brüttendorf, Oldendorf og Wistedt.
I byen ligger Benediktinerklosteret Kloster Zeven, der blev bygget i 1141.

### Nabokommuner
Zeeven grænser mod nord til Seedorf, mod nordøst til Heeslingen, mod øst til Elsdorf, mod sydøst til Elsdorf, mod syd til Gyhum, mod sydvest til Bülstedt, mod vest til Kirchtimke og mod nordvest til Ostereistedt.